# Lista de finais femininas em simples do Torneio de Wimbledon
Esta é a lista de finais femininas em simples do Torneio de Wimbledon.

## Por ano

### Era aberta
| Ano                                                           | Campeã                  | Vice-campeã             | Resultado      | Piso |
| ------------------------------------------------------------- | ----------------------- | ----------------------- | -------------- | ---- |
| 2025                                                          | Iga Swiatek             | Amanda Anisimova        | 6-0, 6-0       |      |
| 2024                                                          | Barbora Krejčíková      | Jasmine Paolini         | 6–2, 2–6, 6–4  |      |
| 2023                                                          | Markéta Vondroušová     | Ons Jabeur              | 6–4, 6–4       |      |
| 2022                                                          | Elena Rybakina          | Ons Jabeur              | 3–6, 6–2, 6–2  |      |
| 2021                                                          | Ashleigh Barty          | Karolína Plíšková       | 6–3, 46–7, 6–3 |      |
| Torneio não realizado em 2020, devido à pandemia de COVID-19. |                         |                         |                |      |
| 2019                                                          | Simona Halep            | Serena Williams         | 6–2, 6–2       |      |
| 2018                                                          | Angelique Kerber        | Serena Williams         | 6–3, 6–3       |      |
| 2017                                                          | Garbiñe Muguruza        | Venus Williams          | 7–5, 6–0       |      |
| 2016                                                          | Serena Williams         | Angelique Kerber        | 7–5, 6–3       |      |
| 2015                                                          | Serena Williams         | Garbiñe Muguruza        | 6–4, 6–4       |      |
| 2014                                                          | Petra Kvitová           | Eugenie Bouchard        | 6–3, 6–0       |      |
| 2013                                                          | Marion Bartoli          | Sabine Lisicki          | 6–1, 6–4       |      |
| 2012                                                          | Serena Williams         | Agnieszka Radwańska     | 6–1, 5–7, 6–2  |      |
| 2011                                                          | Petra Kvitová           | Maria Sharapova         | 6–3, 6–4       |      |
| 2010                                                          | Serena Williams         | Vera Zvonareva          | 6–3, 6–2       |      |
| 2009                                                          | Serena Williams         | Venus Williams          | 7–63, 6–2      |      |
| 2008                                                          | Venus Williams          | Serena Williams         | 7–5, 6–4       |      |
| 2007                                                          | Venus Williams          | Marion Bartoli          | 6–4, 6–1       |      |
| 2006                                                          | Amélie Mauresmo         | Justine Henin-Hardenne  | 2–6, 6–3, 6–4  |      |
| 2005                                                          | Venus Williams          | Lindsay Davenport       | 4–6, 7–64, 9–7 |      |
| 2004                                                          | Maria Sharapova         | Serena Williams         | 6–1, 6–4       |      |
| 2003                                                          | Serena Williams         | Venus Williams          | 4–6, 6–4, 6–2  |      |
| 2002                                                          | Serena Williams         | Venus Williams          | 7–64, 6–3      |      |
| 2001                                                          | Venus Williams          | Justine Henin           | 6–1, 3–6, 6–0  |      |
| 2000                                                          | Venus Williams          | Lindsay Davenport       | 6–3, 7–63      |      |
| 1999                                                          | Lindsay Davenport       | Steffi Graf             | 6–4, 7–5       |      |
| 1998                                                          | Jana Novotná            | Nathalie Tauziat        | 6–4, 7–62      |      |
| 1997                                                          | Martina Hingis          | Jana Novotna            | 2–6, 6–3, 6–3  |      |
| 1996                                                          | Steffi Graf             | Arantxa Sánchez Vicario | 6–3, 7–5       |      |
| 1995                                                          | Steffi Graf             | Arantxa Sánchez Vicario | 4–6, 6–1, 7–5  |      |
| 1994                                                          | Conchita Martínez       | Martina Navratilova     | 6–4, 3–6, 6–3  |      |
| 1993                                                          | Steffi Graf             | Jana Novotna            | 7–6, 1–6, 6–4  |      |
| 1992                                                          | Steffi Graf             | Monica Seles            | 6–2, 6–1       |      |
| 1991                                                          | Steffi Graf             | Gabriela Sabatini       | 6–4, 3–6, 8–6  |      |
| 1990                                                          | Martina Navrátilová     | Zina Garrison           | 6–4, 6–1       |      |
| 1989                                                          | Steffi Graf             | Martina Navratilova     | 6–2, 6–7, 6–1  |      |
| 1988                                                          | Steffi Graf             | Martina Navrátilová     | 5–7, 6–2, 6–1  |      |
| 1987                                                          | Martina Navrátilová     | Steffi Graf             | 7–5, 6–3       |      |
| 1986                                                          | Martina Navrátilová     | Hana Mandlikova         | 7–6, 6–3       |      |
| 1985                                                          | Martina Navrátilová     | Chris Evert             | 4–6, 6–3, 6–2  |      |
| 1984                                                          | Martina Navrátilová     | Chris Evert             | 7–6, 6–2       |      |
| 1983                                                          | Martina Navrátilová     | Andrea Jaeger           | 6–0, 6–3       |      |
| 1982                                                          | Martina Navrátilová     | Chris Evert             | 6–1, 3–6, 6–2  |      |
| 1981                                                          | Chris Evert             | Hana Mandlikova         | 6–2, 6–2       |      |
| 1980                                                          | Evonne Goolagong Cawley | Chris Evert             | 6–1, 7–6       |      |
| 1979                                                          | Martina Navrátilová     | Chris Evert             | 6–4, 6–4       |      |
| 1978                                                          | Martina Navrátilová     | Chris Evert             | 2–6, 6–4, 7–5  |      |
| 1977                                                          | Virginia Wade           | Betty Stöve             | 4–6, 6–3, 6–1  |      |
| 1976                                                          | Chris Evert             | Evonne Goolagong        | 6–3, 4–6, 8–6  |      |
| 1975                                                          | Billie Jean King        | Evonne Goolagong        | 6–0, 6–1       |      |
| 1974                                                          | Chris Evert             | Olga Morozova           | 6–0, 6–4       |      |
| 1973                                                          | Billie Jean King        | Chris Evert             | 6–0, 7–5       |      |
| 1972                                                          | Billie Jean King        | Evonne Goolagong        | 6–3, 6–3       |      |
| 1971                                                          | Evonne Goolagong Cawley | Margaret Court          | 6–4, 6–1       |      |
| 1970                                                          | Margaret Court          | Billie Jean King        | 14–12, 11–9    |      |
| 1969                                                          | Ann Haydon-Jones        | Billie Jean King        | 3–6, 6–3, 6–2  |      |
| 1968                                                          | Billie Jean King        | Judy Tegart-Dalton      | 9–7, 7–5       |      |

### Era amadora
| Ano                                                                        | Campeã                    | Vice-campeã              | Resultado       | Piso |
| -------------------------------------------------------------------------- | ------------------------- | ------------------------ | --------------- | ---- |
| 1967                                                                       | Billie Jean King          | Ann Haydon-Jones         | 6–3, 6–4        |      |
| 1966                                                                       | Billie Jean King          | Maria Esther Bueno       | 6–3, 3–6, 6–1   |      |
| 1965                                                                       | Margaret Court            | Maria Esther Bueno       | 6–4, 7–5        |      |
| 1964                                                                       | Maria Esther Bueno        | Margaret Court           | 6–4, 7–9, 6–3   |      |
| 1963                                                                       | Margaret Court            | Billie Jean King         | 6–3, 6–4        |      |
| 1962                                                                       | Karen Hantze Susman       | Vera Sukova              | 6–4, 6–4        |      |
| 1961                                                                       | Angela Mortimer Barrett   | Christine Truman         | 4–6, 6–4, 7–5   |      |
| 1960                                                                       | Maria Esther Bueno        | Sandra Reynolds          | 8–6, 6–0        |      |
| 1959                                                                       | Maria Esther Bueno        | Darlene Hard             | 6–4, 6–3        |      |
| 1958                                                                       | Althea Gibson             | Angela Mortimer          | 8–6, 6–2        |      |
| 1957                                                                       | Althea Gibson             | Darlene Hard             | 6–3, 6–2        |      |
| 1956                                                                       | Shirley Fry Irvin         | Angela Buxton            | 6–3, 6–1        |      |
| 1955                                                                       | Louise Brough Clapp       | Beverly Fleitz           | 7–5, 8–6        |      |
| 1954                                                                       | Maureen Connolly Brinker  | Louise Brough            | 6–2, 7–5        |      |
| 1953                                                                       | Maureen Connolly Brinker  | Doris Hart               | 8–6, 7–5        |      |
| 1952                                                                       | Maureen Connolly Brinker  | Louise Brough            | 6–4, 6–3        |      |
| 1951                                                                       | Doris Hart                | Shirley Fry              | 6–1, 6–0        |      |
| 1950                                                                       | Louise Brough Clapp       | Margaret Osborne duPont  | 6–1, 3–6, 6–1   |      |
| 1949                                                                       | Louise Brough Clapp       | Margaret Osborne duPont  | 10–8, 1–6, 10–8 |      |
| 1948                                                                       | Louise Brough Clapp       | Doris Hart               | 6–3, 8–6        |      |
| 1947                                                                       | Margaret Osborne duPont   | Doris Hart               | 6–2, 6–4        |      |
| 1946                                                                       | Pauline Betz Addie        | Louise Brough            | 6–2, 6–4        |      |
| Torneio não realizado entre 1940 e 1945, devido à Segunda Guerra Mundial.  |                           |                          |                 |      |
| 1939                                                                       | Alice Marble              | Kay Stammers             | 6–2, 6–0        |      |
| 1938                                                                       | Helen Wills               | Helen Hull Jacobs        | 6–4, 6–0        |      |
| 1937                                                                       | Dorothy Round Little      | Jadwiga Jedrzejowska     | 6–2, 2–6, 7–5   |      |
| 1936                                                                       | Helen Hull Jacobs         | Hilde Sperling           | 6–2, 4–6, 7–5   |      |
| 1935                                                                       | Helen Wills               | Helen Hull Jacobs        | 6–3, 3–6, 7–5   |      |
| 1934                                                                       | Dorothy Round Little      | Helen Hull Jacobs        | 6–2, 5–7, 6–3   |      |
| 1933                                                                       | Helen Wills               | Dorothy Round            | 6–4, 6–8, 6–3   |      |
| 1932                                                                       | Helen Wills               | Helen Hull Jacobs        | 6–3, 6–1        |      |
| 1931                                                                       | Cilly Aussem              | Hilde Sperling           | 6–2, 7–5        |      |
| 1930                                                                       | Helen Wills               | Elizabeth Ryan           | 6–2, 6–2        |      |
| 1929                                                                       | Helen Wills               | Helen Hull Jacobs        | 6–1, 6–2        |      |
| 1928                                                                       | Helen Wills               | Lili de Alvarez          | 6–2, 6–3        |      |
| 1927                                                                       | Helen Wills               | Lili de Alvarez          | 6–2, 6–4        |      |
| 1926                                                                       | Kathleen McKane Godfree   | Lili de Alvarez          | 6–2, 4–6, 6–3   |      |
| 1925                                                                       | Suzanne Lenglen           | Joan Fry                 | 6–2, 6–0        |      |
| 1924                                                                       | Kathleen McKane Godfree   | Helen Wills              | 4–6, 6–4, 6–4   |      |
| 1923                                                                       | Suzanne Lenglen           | Kitty McKane             | 6–2, 6–2        |      |
| 1922                                                                       | Suzanne Lenglen           | Molla Bjurstedt Mallory  | 6–2, 6–0        |      |
| 1921                                                                       | Suzanne Lenglen           | Elizabeth Ryan           | 6–2, 6–0        |      |
| 1920                                                                       | Suzanne Lenglen           | Dorothea Douglass        | 6–3, 6–0        |      |
| 1919                                                                       | Suzanne Lenglen           | Dorothea Douglass        | 10–8, 4–6, 9–7  |      |
| Torneio não realizado entre 1915 e 1918, devido à Primeira Guerra Mundial. |                           |                          |                 |      |
| 1914                                                                       | Dorothea Lambert Chambers | Ethel Larcombe           | 7–5, 6–4        |      |
| 1913                                                                       | Dorothea Lambert Chambers | Winifred McNair          | 6–0, 6–4        |      |
| 1912                                                                       | Ethel Thomson Larcombe    | Charlotte Cooper         | 6–3, 6–1        |      |
| 1911                                                                       | Dorothea Lambert Chambers | Dora Boothby             | 6–0, 6–0        |      |
| 1910                                                                       | Dorothea Lambert Chambers | Dora Boothby             | 6–2, 6–2        |      |
| 1909                                                                       | Dora Boothby              | Agnes Morton             | 6–4, 4–6, 8–6   |      |
| 1908                                                                       | Charlotte Cooper Sterry   | Agnes Morton             | 6–4, 6–4        |      |
| 1907                                                                       | May Sutton Bundy          | Dorothea Douglass        | 6–1, 6–4        |      |
| 1906                                                                       | Dorothea Lambert Chambers | May Sutton               | 6–3, 9–7        |      |
| 1905                                                                       | May Sutton Bundy          | Dorothea Douglass        | 6–3, 6–4        |      |
| 1904                                                                       | Dorothea Lambert Chambers | Charlotte Cooper         | 6–0, 6–3        |      |
| 1903                                                                       | Dorothea Lambert Chambers | Ethel Thomson            | 4–6, 6–4, 6–2   |      |
| 1902                                                                       | Muriel Robb               | Charlotte Cooper         | 7–5, 6–1        |      |
| 1901                                                                       | Charlotte Cooper Sterry   | Blanche Bingley Hillyard | 6–2, 6–2        |      |
| 1900                                                                       | Blanche Bingley Hillyard  | Charlotte Cooper         | 4–6, 6–4, 6–4   |      |
| 1899                                                                       | Blanche Bingley Hillyard  | Charlotte Cooper         | 6–2, 6–3        |      |
| 1898                                                                       | Charlotte Cooper Sterry   | Louise Martin            | 6–4, 6–4        |      |
| 1897                                                                       | Blanche Bingley Hillyard  | Charlotte Cooper         | 5–7, 7–5, 6–2   |      |
| 1896                                                                       | Charlotte Cooper Sterry   | Alice Simpson Pickering  | 6–2, 6–3        |      |
| 1895                                                                       | Charlotte Cooper Sterry   | Helen Jackson            | 7–5, 8–6        |      |
| 1894                                                                       | Blanche Bingley Hillyard  | Edith Austin             | 6–1, 6–1        |      |
| 1893                                                                       | Lottie Dod                | Blanche Bingley Hillyard | 6–8, 6–1, 6–4   |      |
| 1892                                                                       | Lottie Dod                | Blanche Bingley Hillyard | 6–1, 6–1        |      |
| 1891                                                                       | Lottie Dod                | Blanche Bingley Hillyard | 6–2, 6–1        |      |
| 1890                                                                       | Helen Rice                | May Jacks                | 6–4, 6–1        |      |
| 1889                                                                       | Blanche Bingley Hillyard  | Helen Rice               | 4–6, 8–6, 6–4   |      |
| 1888                                                                       | Lottie Dod                | Blanche Bingley Hillyard | 6–3, 6–3        |      |
| 1887                                                                       | Lottie Dod                | Blanche Bingley          | 6–2, 6–0        |      |
| 1886                                                                       | Blanche Bingley Hillyard  | Maud Watson              | 6–3, 6–3        |      |
| 1885                                                                       | Maud Watson               | Blanche Bingley          | 6–1, 7–5        |      |
| 1884                                                                       | Maud Watson               | Lillian Watson           | 6–8, 6–3, 6–3   |      |

Pisos: 
      Duro 
      Saibro 
      Grama 
      Carpete 

## Estatísticas

### Múltiplas campeãs
|  | Recorde |

| Jogadora                  | Total | Era aberta | Anos                                                 |
| ------------------------- | ----- | ---------- | ---------------------------------------------------- |
| Martina Navratilova       | 9     | 9          | 1978, 1979, 1982, 1983, 1984, 1985, 1986, 1987, 1990 |
| Helen Wills               | 8     | 0          | 1927, 1928, 1929, 1930, 1932, 1933, 1935, 1938       |
| Dorothea Lambert Chambers | 7     | 0          | 1903, 1904, 1906, 1910, 1911, 1913, 1914             |
| Steffi Graf               | 7     | 7          | 1988, 1989, 1991, 1992, 1993, 1995, 1996             |
| Serena Williams           | 7     | 7          | 2002, 2003, 2009, 2010, 2012, 2015, 2016             |
| Blanche Bingley Hillyard  | 6     | 0          | 1886, 1889, 1894, 1897, 1899, 1900                   |
| Suzanne Lenglen           | 6     | 0          | 1919, 1920, 1921, 1922, 1923, 1925                   |
| Billie Jean King          | 6     | 4          | 1966, 1967, 1968, 1972, 1973, 1975                   |
| Lottie Dod                | 5     | 0          | 1887, 1888, 1891, 1892, 1893                         |
| Charlotte Cooper Sterry   | 5     | 0          | 1895, 1896, 1898, 1901, 1908                         |
| Venus Williams            | 5     | 5          | 2000, 2001, 2005, 2007, 2008                         |
| Louise Brough Clapp       | 4     | 0          | 1948, 1949, 1950, 1955                               |
| Maureen Connolly Brinker  | 3     | 0          | 1952, 1953, 1954                                     |
| Maria Esther Bueno        | 3     | 0          | 1959, 1960, 1964                                     |
| Margaret Court            | 3     | 1          | 1963, 1965, 1970                                     |
| Chris Evert               | 3     | 3          | 1974, 1976, 1981                                     |
| Maud Watson               | 2     | 0          | 1884, 1885                                           |
| May Sutton Bundy          | 2     | 0          | 1905, 1907                                           |
| Kathleen McKane Godfree   | 2     | 0          | 1924, 1926                                           |
| Dorothy Round Little      | 2     | 0          | 1934, 1937                                           |
| Althea Gibson             | 2     | 0          | 1957, 1958                                           |
| Evonne Goolagong Cawley   | 2     | 2          | 1971, 1980                                           |
| Petra Kvitová             | 2     | 2          | 2011, 2014                                           |
| Helen Rice                | 1     | 0          | 1890                                                 |
| Muriel Robb               | 1     | 0          | 1902                                                 |
| Dora Boothby              | 1     | 0          | 1909                                                 |
| Ethel Thomson Larcombe    | 1     | 0          | 1912                                                 |
| Cilly Aussem              | 1     | 0          | 1931                                                 |
| Helen Hull Jacobs         | 1     | 0          | 1936                                                 |
| Alice Marble              | 1     | 0          | 1939                                                 |
| Pauline Betz Addie        | 1     | 0          | 1946                                                 |
| Margaret Osborne duPont   | 1     | 0          | 1947                                                 |
| Doris Hart                | 1     | 0          | 1951                                                 |
| Shirley Fry Irvin         | 1     | 0          | 1956                                                 |
| Angela Mortimer Barrett   | 1     | 0          | 1961                                                 |
| Karen Hantze Susman       | 1     | 0          | 1962                                                 |
| Ann Haydon-Jones          | 1     | 1          | 1969                                                 |
| Virginia Wade             | 1     | 1          | 1977                                                 |
| Conchita Martínez         | 1     | 1          | 1994                                                 |
| Martina Hingis            | 1     | 1          | 1997                                                 |
| Jana Novotná              | 1     | 1          | 1998                                                 |
| Lindsay Davenport         | 1     | 1          | 1999                                                 |
| Maria Sharapova           | 1     | 1          | 2004                                                 |
| Amélie Mauresmo           | 1     | 1          | 2006                                                 |
| Marion Bartoli            | 1     | 1          | 2013                                                 |
| Garbiñe Muguruza          | 1     | 1          | 2017                                                 |
| Angelique Kerber          | 1     | 1          | 2018                                                 |
| Simona Halep              | 1     | 1          | 2019                                                 |
| Ashleigh Barty            | 1     | 1          | 2021                                                 |
| Elena Rybakina            | 1     | 1          | 2022                                                 |
| Markéta Vondroušová       | 1     | 1          | 2023                                                 |
| Barbora Krejčíková        | 1     | 1          | 2024                                                 |
| Iga Swiatek               | 1     | 1          | 2025                                                 |

### Campeãs por país
|  | Recorde      |
|  | País Extinto |

| País           | Total | Era aberta |
| -------------- | ----- | ---------- |
| Estados Unidos | 57    | 29         |
| Grã-Bretanha   | 36    | 2          |
| Alemanha       | 9     | 8          |
| França         | 8     | 2          |
| Austrália      | 6     | 4          |
| Chéquia        | 5     | 5          |
| Brasil         | 3     | 0          |
| Espanha        | 2     | 2          |
| Polónia        | 1     | 1          |
| Cazaquistão    | 1     | 1          |
| Roménia        | 1     | 1          |
| Rússia         | 1     | 1          |
| Suíça          | 1     | 1          |